# Gontier (évêque de Maguelone)
Pour les articles homonymes, voir Gontier.
Gontier était évêque de Maguelone au début du Xe siècle.

## Biographie
Gontier est mentionné dans divers actes et divers témoignages du début du Xe siècle parmi lesquels l'assemblée des évêques tenue à Barcelone en 906, au concile local tenu à l'abbaye de Saint-Thibery en 907 et au concile local de Saint Vincent de Jonquières en 909, tenu pour lever l'excommunication de Suniaire, premier comte d'Urgel.